# Cherry 2000
Pour plus de détails, voir Fiche technique et Distribution.
Cherry 2000 est un film américain réalisé par Steve De Jarnatt, sorti en 1987.

## Synopsis
Dans un futur proche, Sam Treadwell perd sa compagne androïde - un modèle rare, la Cherry 2000, datant d'une meilleure époque. Malgré les tentatives de ses collègues de travail de lui faire rencontrer une vraie femme, il décide d'une expédition dans les zones désaffectées pour lui trouver un corps de remplacement. Pendant son périple, il recrute E. Johnson, une chasseuse dont il tombera amoureux.

## Fiche technique
- Titre : Cherry 2000
- Réalisation : Steve De Jarnatt
- Scénario : Michael Almereyda et Lloyd Fonvielle
- Production : Caldecot Chubb (en), Lloyd Fonvielle et Edward R. Pressman
- Société de production : Orion Pictures Corporation
- Musique : Basil Poledouris
- Photographie : Jacques Haitkin
- Montage : Edward M. Abroms (en) et Duwayne Dunham
- Décors : John Jay Moore
- Pays d'origine :  États-Unis
- Format : Couleurs - 1,85:1 - Dolby - 35 mm
- Genre : Action, science-fiction
- Durée : 93 minutes
- Dates de sortie : 26 novembre 1987 (Allemagne de l'Ouest), 5 février 1988 (États-Unis)

## Distribution
- David Andrews (VF : François Leccia) : Sam Treadwell
- Melanie Griffith (VF : Annie Balestra) : Edith 'E.' Johnson, une chasseuse
- Tim Thomerson (VF : Vincent Violette) : Lester
- Jennifer Balgobin : l'employé de l'hôtel
- Marshall Bell (VF : Max André) : Bill
- Harry Carey Jr. (VF : Henri Labussière) : Snappy Tom
- Laurence Fishburne (VF : Mostefa Stitti) : l'avocat
- Pamela Gidley (VF : Virginie Ledieu) : Cherry 2000
- Michael C. Gwynne (VF : Georges Berthomieu) : Slim, le créateur de robots
- Brion James (VF : Christian Pélissier) : Stacy, un chasseur
- Ben Johnson (VF : Jean Violette) : Six-Fingered Jake, un chasseur
- Jeff Levine (VF : Richard Leblond) : Marty
- Jennifer Mayo (VF : Muriel Montossey) : Randa, la femme de Snappy Tom
- Cameron Milzer (VF : Céline Monsarrat) : Elaine / Ginger, la femme de Lester
- Robert Z'dar (VF : Régis Ivanov) : Chet, un homme de Lester
- Howard Swain : Jim Skeet
- Jack Thibeau (VF : Richard Leblond) : l'homme trapu

## Production

### Lieux de tournage
- Le tournage s'est déroulé entièrement dans le Nevada, notamment dans le parc national de la vallée de la Mort, Goldfield, Rhyolite et Overton.

## Distinctions
- Nomination au prix du meilleur film, lors du festival Fantasporto en 1988.